# Emil Maurice

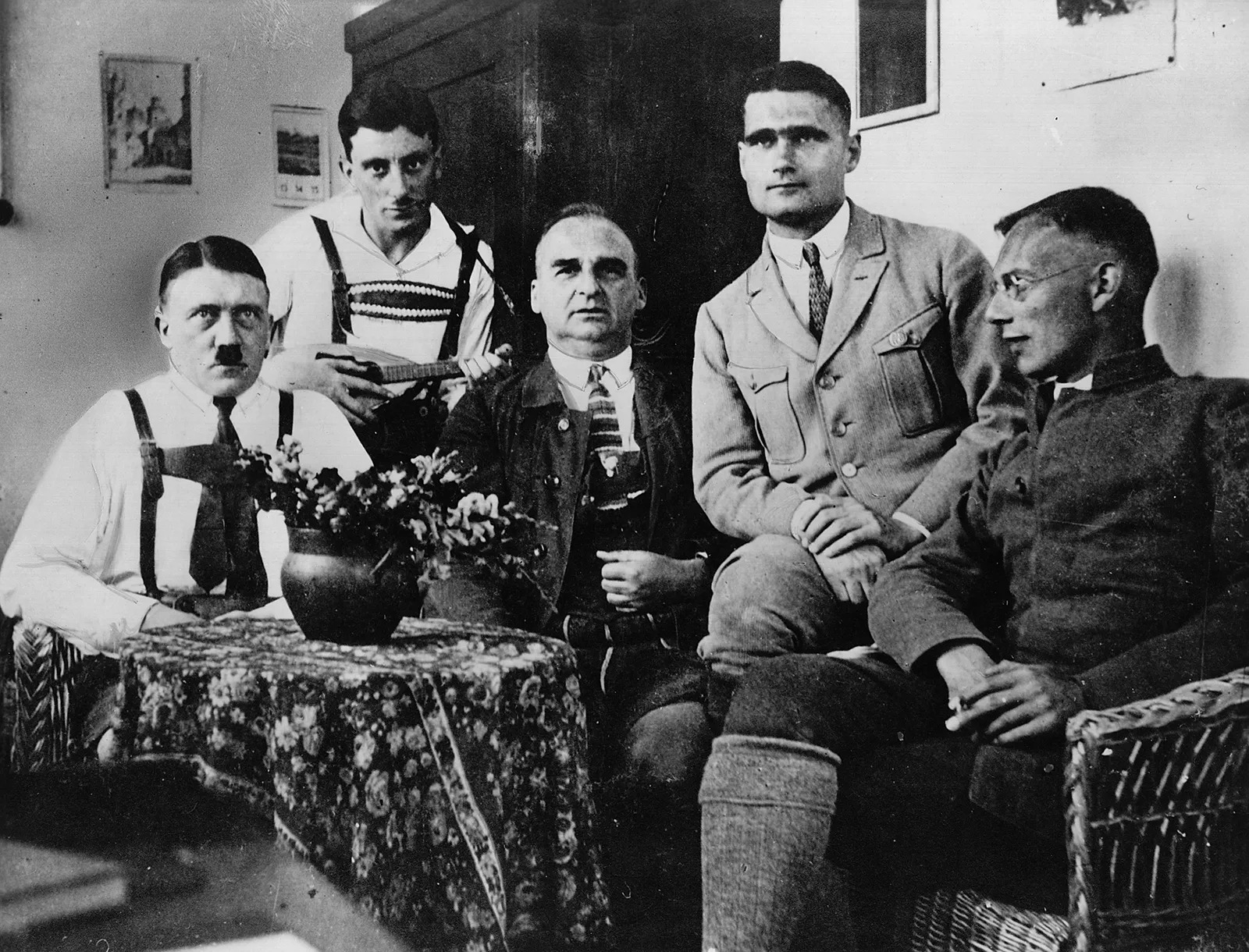
Osadzeni po puczu monachijskim w więzieniu Landsberg, od lewej: Adolf Hitler, Emil Maurice, Hermann Kriebel, Rudolf Hess, Friedrich Weber, 1924

Emil Maurice (ur. 19 stycznia 1897 w Westermoor, zm. 6 lutego 1972 w Monachium) – niemiecki zegarmistrz, jeden z pierwszych członków Narodowosocjalistycznej Niemieckiej Partii Robotników (NSDAP) i bliski współpracownik Adolfa Hitlera, z którym przyjaźnili się przynajmniej od 1919, dowódca Sturmabteilung (SA).

## Życiorys
W czasie I wojny światowej był żołnierzem oddziału artylerii przeciwlotniczej. W latach 1919–1920 był członkiem freikorpsu „Oberland”. Związał się z Hitlerem i został jego ochroniarzem oraz kierowcą. Od 1919 był w Niemieckiej Partii Robotników (DAP) – członek nr 594, następnie w NSDAP. Był karany za zdefraudowanie pieniędzy.
Wraz z założeniem w 1920 dla ochrony partyjnych spotkań Ordentruppe, szybko przekształconych w Saalschutz (Straż sal), Maurice został ich dowódcą. Organizacja przeszła swój „chrzest bojowy” 4 listopada 1921 w monachijskiej piwiarni Hofbräuhaus, gdzie podczas bijatyki Maurice został ciężko ranny. W październiku 1922 był przy Hitlerze w Coburgu, gdy SA-mani sterroryzowali miasto będące od dawna twierdzą lewicy. W 1923 Maurice został dowódcą nowo powołanej Stabswache – specjalnej kompanii mającej za zadanie strzec Hitlera na imprezach i zlotach nazistów, przemianowanej wkrótce na Stosstrupp Adolf Hitler.
W listopadzie 1923 wziął z Hitlerem udział w nieudanym zamachu stanu – puczu monachijskim, po którym został skazany na pozbawienie wolności i odbywał karę z Hitlerem w więzieniu Landsberg. Tam pełnił funkcję sekretarza Hitlera, jednak wkrótce zastąpił go Rudolf Heß. W 1925, dwa lata po puczu, Emil Maurice i Adolf Hitler reaktywowali Stosstrupp Adolf Hitler, jako Schutzstaffel (SS). W tym okresie Hitler został członkiem SS nr 1, a Emil Maurice nr 2. W nowej organizacji Maurice został SS-Führerem, jednakże dowództwo nad SS objął Julius Schreck – pierwszy Reichsführer-SS.
Miał romans z siostrzenicą Hitlera, Geli Raubal (zmarłą w 1931), z którą chciał się zaręczyć, dlatego na pewien czas stracił przychylność zazdrosnego Hitlera.
Kiedy w 1932 SS zostało zreorganizowane i zaczęło się rozszerzać, Maurice został starszym oficerem SS i w końcu otrzymał (30 stycznia 1939) awans do rangi SS-Oberführera. Mimo że nigdy nie otrzymał najwyższego dowództwa w SS, zachował status twórcy tej organizacji. Heinrich Himmler, który ostatecznie został przywódcą SS, miał 168. numer członkowski. Jego powolna kariera w SS po tym, jak Himmler został Reichsführerem-SS, jest uważana przez historyków za dowód, że Himmler podejrzewał go o żydowskie pochodzenie. Usiłował on nawet doprowadzić do usunięcia Maurice'a z SS, ale Hitler nie zgodził się na to. W 1934 osobistym kierowcą Hitlera został Erich Kempka.
Maurice uczestniczył w nocy długich noży (29 na 30 czerwca 1934). Oprócz tego prowadził sklep z zegarkami, był posłem do Reichstagu oraz wiceprezesem regionalnej izby handlowej. 11 maja 1935 zawarł związek małżeński. Od stycznia 1940 do października 1942 był oficerem Luftwaffe. Po wojnie został skazany na cztery lata pobytu w obozie pracy. Zmarł w 1972 i został pochowany na Cmentarzu Północnym w Monachium.